# Geometrijsko zaporedje
Geometríjsko zaporédje (tudi geométrično zaporédje) je v matematiki zaporedje števil, v katerem je neničelno število - količnik dveh zaporednih členov vedno enak - konstanten. Ta količnik se po navadi označi s črko k (količnik) ali mednarodno q (kvocient).
Rekurzivni obrazec geometrijskega zaporedja je torej enak:
{\displaystyle a_{n}=a_{n-1}\,k\!\,.}
Splošni obrazec za n-ti člen pa je:
{\displaystyle a_{n}=a_{1}\,k^{n-1}\!\,.}
Zgled geometrijskega zaporedja s količnikom 2 in s prvim členom 3 so števila: 3, 6, 12, 24, 48, 96, ... Splošni obrazec tega zaporedja je enak an = 3 · 2n − 1.
Po navadi se privzame, da je n naravno število, tj. da se geometrijsko zaporedje začne s prvim členom {\displaystyle a_{1}\neq 0\,}. Če se začne z n = 0, se lahko obrazec za n-ti člen zapiše tudi v preprostejši obliki:
{\displaystyle a_{n}=a_{0}\,k^{n}\!\,.}
Tako se zapiše zaporedje:
{\displaystyle a_{0}k^{0},a_{0}k^{1},a_{0}k^{2},a_{0}k^{3},a_{0}k^{4},\cdots \!\,,}
kjer je {\displaystyle k\neq 0\,} količnik, {\displaystyle a_{0}\,} pa konstantni skalirni faktor, enak vrednosti prvega člena zaporedja. Če je npr. {\displaystyle a_{0}=1\,}, gre za preprost zgled geometrijskega zaporedja s splošnim členom:
{\displaystyle a_{n}=k^{n}\!\,}
in zapisom:
{\displaystyle 1,k,k^{2},k^{3},k^{4},\cdots \!\,.}

## Osnovne značilnosti
Za geometrijsko zaporedje s samimi pozitivnimi členi je značilna naslednja značilnost: če se vzame katerekoli tri zaporedne, oziroma enako razmaknjene, člene {\displaystyle a_{n-i}\,}, {\displaystyle a_{n}\,} in {\displaystyle a_{n+i}\,}, je absolutna vrednost srednjega člena geometrijska sredina sosednjih, oziroma enako razmaknjenih, členov:
{\displaystyle k={\frac {a_{n}}{a_{n-i}}}={\frac {a_{n+i}}{a_{n}}},\quad i<n\!\,,}
{\displaystyle |a_{n}|={\sqrt {a_{n-i}\,a_{n+i}}}\!\,.}
Iz te značilnosti definicije geometrijskega zaporedja sledi veljavnost naslednje enačbe:
{\displaystyle a_{n}^{2}=a_{n-i}a_{n+i}\!\,.}
To se pokaže neposredno, pri čemer se za količnik upošteva:
{\displaystyle k=k^{n-1-i}=k^{n-1+i}\!\,,}
tako da je:
{\displaystyle a_{n}^{2}=a_{n}a_{n}=a_{1}k^{n-1}a_{1}k^{n-1}=a_{1}k^{n-1-i}a_{1}k^{n-1+i}=a_{n-i}a_{n+i}\!\,.}
Na primer za prve člene zaporedja kvadratov 1, 2, 4, 8, 16, 32, … velja:
{\displaystyle 2^{2}=1\cdot 4=2^{0}\cdot 2^{2}\!\,,}
{\displaystyle 4^{2}=2\cdot 8=2^{1}\cdot 2^{3}\!\,,}
{\displaystyle 8^{2}=4\cdot 16=2^{2}\cdot 2^{4},\ldots \!\,.}
Količnik geometrijskega zaporedja je lahko tudi negativen, pri čemer je takšno geometrijsko zaporedje alternirajoče, kjer se predznak členov izmenično spreminja med pozitivnim in negativnim. Količnik geometrijskega zaporedja števil:
1, −3, 9, −27, 81, −243, ...
je enak −3.
Oblika geometrijskega zaporedja je odvisna od količnika. Če je količnik:
- pozitiven, so vsi členi enakega predznaka kot prvi člen.
- negativen, se predznak členov izmenično spreminja med pozitivnim in negativnim.
- večji kot 1, geometrijsko zaporedje eksponentno narašča proti pozitivni neskončnosti.
- enak 1, je geometrijsko zaporedje konstantno.
- med −1 in 1, vendar ni enak 0, geometrijsko zaporedje eksponentno pada proti nič.
- enak −1, je geometrijsko zaporedje alternirajoče (glej alternirajoča vrsta)
- manj kot −1, za absolutne vrednosti zaradi spreminjajočega se predznaka obstaja eksponentna rast proti pozitivni in negativni neskončnosti.

Geometrijska zaporedja (s količnikom, ki ni enak −1, 1 ali 0) eksponentno naraščajo ali padajo, z razliko od linearne rasti ali padanja aritmetičnih zaporedij, kot je npr. 4, 15, 26, 37, 48, … (z razliko 11). To značilnost je v svojem delu Načela prebivalstva (Principle of Population) za matematično osnovo vzel Malthus. 
Obe vrsti zaporedij sta povezani: če se antilogaritmira vsak člen aritmetičnega zaporedja, se dobi geometrijsko zaporedje, in, če se logaritmira vsak člen geometrijskega zaporedja s pozitivnim količnikom, se dobi aritmetično zaporedje.
Na primer vsak člen aritmetičnega zaporedja nenegativnih števil:
{\displaystyle 0,1,2,3,4,5,\cdots \!\,,}
se naravno antilogaritmira in se dobi geometrijsko zaporedje:
{\displaystyle e^{0},e^{1},e^{2},e^{3},e^{4},e^{5},\cdots \!\,,}
s količnikom {\displaystyle k=e\,}.

## Vsota členov
Vsota členov geometrijskega zaporedja od vključno prvega do vključno n-tega člena se imenuje tudi končna geometrijska vrsta. Izračuna se jo po obrazcu:
{\displaystyle s_{n}=a_{1}\,{\frac {k^{n}-1}{k-1}}\!\,.}
Če je število k z intervala (−1, 1), se členi zaporedja po absolutni vrednosti manjšajo proti 0 in v tem primeru obstaja tudi vsota neskončnega števila členov, kar se imenuje tudi vsota neskončne geometrijske vrste:
{\displaystyle s={\frac {a_{1}}{1-k}}\!\,.}

## Produkt členov
Produkt prvih n členov geometrijskega zaporedja se lahko izračuna po obrazcu:
{\displaystyle p_{n}=(a_{1}a_{n})^{\frac {n}{2}}\!\,.}
To se pokaže na naslednji način:
{\displaystyle p_{n}=\prod _{i=1}^{n}a_{i}=\prod _{i=1}^{n}a_{1}k^{i-1}=a_{1}^{n}\prod _{i=1}^{n}k^{i-1}=a_{1}^{\frac {n}{2}}a_{1}^{\frac {n}{2}}k^{\frac {n(0+(n-1))}{2}}=(a_{1}a_{1}k^{n-1})^{\frac {n}{2}}=(a_{1}a_{n})^{\frac {n}{2}}\!\,.}
Produkt členov geometrijskega zaporedja od m-tega do n-tega člena je:
{\displaystyle p_{m,n}={\frac {p_{n}}{p_{m-1}}}\!\,,}
kar se pokaže z izpeljavo:
{\displaystyle p_{m,n}=\prod _{i=m}^{n}a_{i}={\frac {\prod _{i=1}^{n}a_{i}}{\prod _{j=1}^{m-1}a_{j}}}={\frac {p_{n}}{p_{m-1}}}\!\,.}

## Zgledi
- zaporedje ploščin kvadratov, kjer vsak naslednji kvadrat nastane s povezavanjem razpolovišč stranic predhodnega - neskončno geometrijsko zaporedje s količnikom 1/2; ploščina dobljenega kvadrata je 1/2 ploščine predhodnega, in dobimo zaporedje:

{\displaystyle {\frac {1}{2}},{\frac {1}{4}},{\frac {1}{8}},{\frac {1}{16}},\cdots ={\frac {1}{2^{1}}},{\frac {1}{2^{2}}},{\frac {1}{2^{3}}},{\frac {1}{2^{4}}},\cdots \!\,.}
Ploščina štirih trikotnikov iz vsakega kvadrata je enaka polovici njegove ploščine. Ploščine trikotnikov tudi tvorijo neskončno geometrijsko zaporedje s količnikom 1/2. Njihova vsota ne more preseči ploščine začetnega kvadrata s stranico {\displaystyle a=1\!\,,} zato velja:
{\displaystyle \sum _{k=1}^{\infty }{\frac {1}{2^{k}}}={\frac {1}{2^{1}}}+{\frac {1}{2^{2}}}+{\frac {1}{2^{3}}}+{\frac {1}{2^{4}}}+\cdots =1\!\,.}:7-8
- {\displaystyle 1,1,1,1,1,\cdots \!\,} — neskončno konstantno geometrijsko zaporedje s prvim členom {\displaystyle a_{0}=1\,} in količnikom {\displaystyle k=1\,} (ter aritmetično zaporedje z razliko 0).
- {\displaystyle \pi ,\pi ,\pi ,\pi ,\pi ,\cdots \!\,} — neskončno konstantno geometrijsko zaporedje s prvim členom {\displaystyle a_{0}=\pi \,} in količnikom {\displaystyle k=1\,} (ter aritmetično zaporedje z razliko 0).
- zaporedje števila zrn na štiriinšestdesetih poljih šahovnice - geometrijsko zaporedje s količnikom 2. Število je enako:

{\displaystyle {\begin{aligned}T_{8\times 8}\equiv T_{64}&=2^{0}+2^{1}+2^{2}+\cdots +2^{63}=\sum _{k=0}^{63}2^{k}=2^{64}-1=18446744073709551615\\&=3\cdot 5\cdot 17\cdot 257\cdot 641\cdot 65537\cdot 6700417\!\,.\end{aligned}}}
- 2, 4, 8, 16, 32, 64, 128, 256, 512, 1024, 2048, 4096, 8192 — geometrijsko zaporedje s prvim členom {\displaystyle a_{0}=2\,} in količnikom {\displaystyle k=2\,} s trinajstimi členi. Vsota je enaka:

{\displaystyle s_{13}=2+4+8+16+\cdots +2^{13}=\sum _{k=0}^{13}2^{k}=2^{14}-1=16383=3\cdot 43\cdot 127\!\,.}
- {\displaystyle 50;-25;12,5;-6,25;3,125;\cdots \,} — neskončno padajoče zaporedje s prvim členom {\displaystyle a_{0}=50\,} in količnikom {\displaystyle k=-1/2\,}.

## Povezava z geometrijo in Evklidovo delo
Osma in deveta knjiga Evklidovih Elementov proučujeta geometrijska zaporedja in dajeta več njihovih značilnosti.
Geometrijsko zaporedje se imenuje tako, ker je vsak člen geometrijska sredina dveh sosednjih členov.

### Elementi, deveta knjiga
Geometrijsko zaporedje kvadratov 1, 2, 4, 8, 16, 32, … (ali v dvojiškem sistemu, 1, 10, 100, 1000, 10000, 100000, … ) je pomembno v teoriji števil. Trditev 36 v deveti knjigi Elementov dokazuje, da, če je vsota prvih n členov tega zaporedja praštevilo, potem je zmnožek te vsote in n-tega člena popolno število. Vsota prvih 5 členov zaporedja je npr. 1 + 2 + 4 + 8 + 16 = 31, kar je praštevilo. Vsota 31 pomnožena s 16 (5-i člen zaporedja) je enako 496, ki je popolno število.
Trditev 35 v deveti knjigi dokazuje, da, če se v geometrijski vrsti prvi člen odšteje od drugega in zadnjega člena, je presežek drugega proti prvem enak presežku zadnjega proti predhodnim. To je enaka ugotovitev kot obrazec za geometrijsko vrsto zgoraj. Če se to upošteva na geometrijsko zaporedje 31, 62, 124, 248, 496, (kjer so vsi členi pomnoženi z 31), se vidi, da je 62 minus 31 enako kot 496 minus 31 proti vsoti 31, 62, 124, 248. Zato je vsota števil 1, 2, 4, 8, 16, 31, 62, 124 in 248 enaka 496, in vsa ta števila delijo 496. Naj npr. p deli 496 in ni eno od teh števil. Predpostavi se, da je pq enako 16 · 31, oziroma 31 je proti q enako kot p proti 16. p tako ne more deliti 16, saj bi bilo eno od števil: 1, 2, 4, 8 ali 16. Zato 31 ne more deliti q. In, ker 31 ne deli q in q meri 496, po osnovnem izreku aritmetike izhaja, da mora q deliti 16 in biti eno od števil: 1, 2, 4, 8 ali 16. Naj je q enak 4, potem mora biti p enak 124, kar je nemogoče, ker po domnevi p ni eno od števil: 1, 2, 4, 8, 16, 31, 62, 124 ali 248.